# جون بلومنتال
جون بلومنتال (بالإنجليزية: John Blumenthal)‏ (1949، ميدلتاون في الولايات المتحدة)؛ كاتب سيناريو وروائي أمريكي.

## روابط خارجية
- جون بلومنتال على موقع IMDb (الإنجليزية)
- جون بلومنتال على موقع قاعدة بيانات الفيلم (الإنجليزية)